# Chiesa di Santa Maria (Diyarbakır)
La chiesa di Santa Maria (in aramaico ܥܺܕܬܳܐ ܕܝܳܠܕܰܬ݂ ܐܰܠܳܗܳܐ `Idto d-Yoldat Aloho, in curdo Dêra Meryemê‎, in turco Meryem Ana kilisesi) è una chiesa siro-ortodossa costruita nel 280 a Diyarbakır. Oggi si trova nel quartiere di Lâle-Bey ed è l'unica chiesa (parzialmente) conservata della città, oltre a quella di San Giorgio, gravemente decaduta.

## Storia

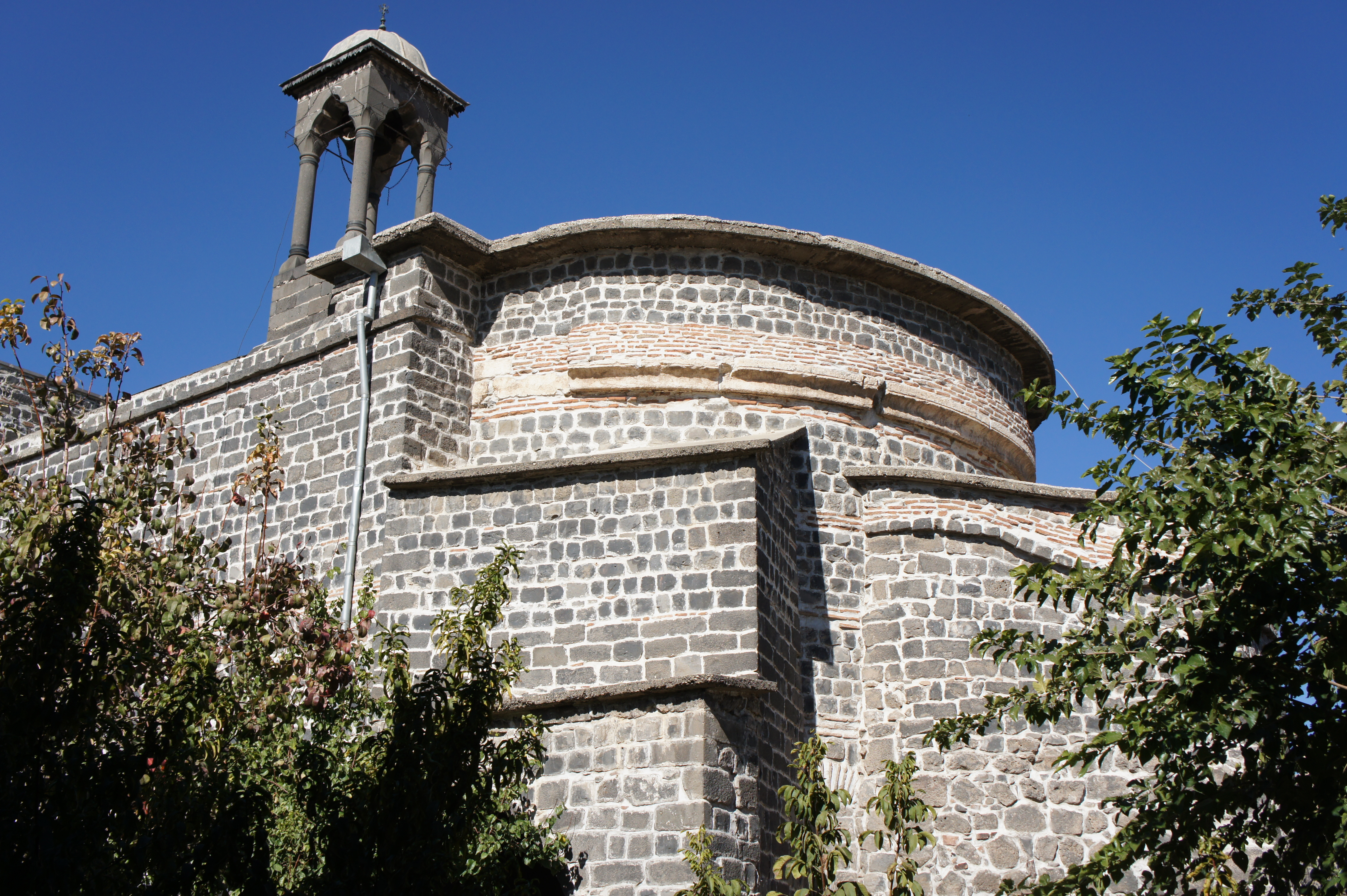
Aspetto esterno

Quando Diyarbakır era ancora conosciuta con il nome siriaco-aramaico di Amed, la chiesa di Santa Maria era la sede della Chiesa d'Oriente. Come sede del patriarca, ha prodotto numerosi teologi e patriarchi assiri. Alcuni di loro hanno trovato la loro ultima dimora nella chiesa di Santa Maria. La chiesa conserva numerose reliquie, come le ossa di San Tommaso Apostolo e di San Giacomo di Serugh.
L'edificio fu costruito per la prima volta nel I secolo a.C. come tempio pagano. La costruzione attuale risale al III secolo ed è stata restaurata più volte. La chiesa originaria era probabilmente un grande edificio centrale con un cella tripartita a cui era annesso a est un presbiterio rettangolare con abside. Solo questa sala del coro esiste ancora oggi ed è utilizzata come luogo di preghiera dai cristiani aramaici della città, che sono solo una piccola minoranza dopo il genocidio degli assiri e degli aramei.